# Polska na Zimowych Igrzyskach Olimpijskich 2002
Polskę na Zimowych Igrzyskach Olimpijskich 2002 reprezentowało 27 sportowców (6 kobiet i 21 mężczyzn). Polacy startowali w 9 dyscyplinach olimpijskich. Chorążym polskiej ekipy podczas ceremonii otwarcia był łyżwiarz figurowy Mariusz Siudek.
| Sportowcy | Lp.   | złoto | srebro | brąz | 4 m. | 5 m. | 6 m. | 7 m. | 8 m. | Punkty |
| --------- | ----- | ----- | ------ | ---- | ---- | ---- | ---- | ---- | ---- | ------ |
| 27        | 21-22 | –     | 1      | 1    | 1    | –    | 1    | 1    | –    | 23     |

## Zdobyte medale
| Dzień    | Data  | złote | srebrne | brązowe | wszystkie medale |
| -------- | ----- | ----- | ------- | ------- | ---------------- |
| Dzień 0  | 08.02 | —     | —       | —       | —                |
| Dzień 1  | 09.02 | 0     | 0       | 0       | 0                |
| Dzień 2  | 10.02 | 0     | 0       | 1       | 1                |
| Dzień 3  | 11.02 | 0     | 0       | 0       | 0                |
| Dzień 4  | 12.02 | 0     | 0       | 0       | 0                |
| Dzień 5  | 13.02 | 0     | 1       | 0       | 1                |
| Dzień 6  | 14.02 | 0     | 0       | 0       | 0                |
| Dzień 7  | 15.02 | 0     | 0       | 0       | 0                |
| Dzień 8  | 16.02 | 0     | 0       | 0       | 0                |
| Dzień 9  | 17.02 | 0     | 0       | 0       | 0                |
| Dzień 10 | 18.02 | 0     | 0       | 0       | 0                |
| Dzień 11 | 19.02 | 0     | 0       | 0       | 0                |
| Dzień 12 | 20.02 | 0     | 0       | 0       | 0                |
| Dzień 13 | 21.02 | 0     | 0       | 0       | 0                |
| Dzień 14 | 22.02 | 0     | 0       | 0       | 0                |
| Dzień 15 | 23.02 | 0     | 0       | 0       | 0                |
| Dzień 16 | 24.02 | 0     | 0       | 0       | 0                |

| Medal  | Zawodnik    | Dyscyplina        | Konkurencja       | Rezultat | Data      |
| ------ | ----------- | ----------------- | ----------------- | -------- | --------- |
| Srebro | Adam Małysz | Skoki narciarskie | duża skocznia     | 269,7    | 13 lutego |
| Brąz   | Adam Małysz | Skoki narciarskie | normalna skocznia | 263,0    | 10 lutego |

| Sport             | złoto | srebro | brąz | W sumie |
| ----------------- | ----- | ------ | ---- | ------- |
| Skoki narciarskie | 0     | 1      | 1    | 2       |

### Indywidualna klasyfikacja medalowa
| Lp. | Zawodnik                        | złoto | srebro | brąz | wszystkie medale |
| --- | ------------------------------- | ----- | ------ | ---- | ---------------- |
| 1   | Adam Małysz (skoki narciarskie) | 0     | 1      | 1    | 2                |

## Występy Polaków

### Biathlon

#### Mężczyźni
- Wojciech Kozub – bieg na 10 km, 18. miejsce; bieg na dochodzenie (10 km + 12,5 km), 34. miejsce; bieg na 20 km, 69. miejsce
- Tomasz Sikora – bieg na 10 km, 31. miejsce; bieg na dochodzenie (10 km + 12,5 km), 25. miejsce; bieg na 20 km, 46. miejsce
- Wiesław Ziemianin – bieg na 10 km, 58. miejsce; bieg na dochodzenie (10 km + 12,5 km), 50. miejsce; bieg na 20 km, 30. miejsce
- Krzysztof Topór – bieg na 10 km, 61. miejsce; bieg na 20 km, 74. miejsce
- Wiesław Ziemianin, Wojciech Kozub, Krzysztof Topór, Tomasz Sikora – sztafeta 4 × 7,5 km, 9. miejsce

#### Kobiety
- Anna Stera-Kustusz – bieg na 7,5 km, 43. miejsce; bieg na dochodzenie (7,5 km + 10 km), 43. miejsce; bieg na 15 km, 54 miejsce

### Biegi narciarskie

#### Mężczyźni
- Janusz Krężelok – sprint 1,5 km, odpadł w półfinale (9. miejsce); bieg łączony 10 km stylem klasycznym + 10 km stylem dowolnym, 32. miejsce;

### Bobsleje

#### Mężczyźni
- Tomasz Żyła
- Dawid Kupczyk
- Krzysztof Sieńko
- Tomasz Gatka

Ślizg czwórek mężczyzn
| Sanie | Atleci                                                  | Zjazd 1. | Zjazd 2. | Zjazd 3. | Zjazd 4. | W sumie | Miejsce |
| ----- | ------------------------------------------------------- | -------- | -------- | -------- | -------- | ------- | ------- |
| POL I | Tomasz Żyła Dawid Kupczyk Krzysztof Sieńko Tomasz Gatka | 47,22    | 47,48    | 47,93    | 48,10    | 3:10,73 | 18.     |

### Łyżwiarstwo figurowe
- Dorota Zagórska, Mariusz Siudek – pary sportowe, 7. miejsce
- Sylwia Nowak, Sebastian Kolasiński – tańce na lodzie, 13. miejsce

#### Mężczyźni
- Mariusz Siudek
- Sebastian Kolasiński

#### Kobiety
- Dorota Zagórska
- Sylwia Nowak

### Łyżwiarstwo szybkie

#### Mężczyźni
- Paweł Abratkiewicz – 500 m, 16. miejsce; 1000 m, 29. miejsce
- Tomasz Świst – 500 m, 22. miejsce; 1000 m, 21. miejsce
- Paweł Zygmunt – 5000 m, 14. miejsce; 10000 m, 14. miejsce

#### Kobiety
- Katarzyna Wójcicka – 1500 m, 26. miejsce; 3000 m, 26. miejsce

### Narciarstwo alpejskie

#### Mężczyźni
- Andrzej Bachleda-Curuś

| Zawodnik               | Wydarzenia | Zjazd 1. | Msc. 1. | Zjazd 2. | Msc. 2. | W sumie | Miejsce |
| ---------------------- | ---------- | -------- | ------- | -------- | ------- | ------- | ------- |
| Andrzej Bachleda-Curuś | Slalom     | 51,43    | 23.     | 53,22    | 8.      | 1:44,65 | 10.     |

### Short track

#### Mężczyźni
- Krystian Zdrojkowski – 500 m, odpadł w eliminacjach (27. miejsce); 1000 m, odpadł w eliminacjach (19. miejsce); 1500 m, odpadł w eliminacjach (25. miejsce)

### Skoki narciarskie

#### Mężczyźni
- Adam Małysz – skoki narciarskie skocznia normalna, 3. miejsce (brązowy medal) ; skoki narciarskie skocznia duża, 2. miejsce (srebrny medal)
- Robert Mateja – skoki narciarskie skocznia normalna, 37. miejsce; skoki narciarskie skocznia duża, 29. miejsce
- Tomasz Pochwała – skoki narciarskie skocznia normalna, 40. miejsce; skoki narciarskie skocznia duża, 43. miejsce
- Wojciech Skupień – skoki narciarskie skocznia normalna, 42. miejsce
- Tomisław Tajner – skoki narciarskie skocznia duża, 39. m
- Robert Mateja, Tomisław Tajner, Tomasz Pochwała, Adam Małysz – skoki narciarskie drużynowo, 6. miejsce

### Snowboard

#### Mężczyźni
- Marek Sąsiadek – half-pipe, odpadł w eliminacjach (17. miejsce)

#### Kobiety
- Jagna Marczułajtis – slalom gigant równoległy, 4. miejsce